# نیوتون فالس (اوهایو)
نیوتون فالس(به انگلیسی: Newton Falls) شهری در ایالت اوهایو کشور ایالات متحده آمریکا است که جمعیت آن در سرشماری سال ۲۰۱۰ میلادی، ۴٬۷۹۵ نفر بوده‌است.